# Představitelé Ťiang-su
Představitelé Ťiang-su stojí v čele správy provincie. V čele správy Ťiang-su stojí guvernér (šeng-čang, 省长) řídící lidovou vládu Ťiang-su (Ťiang-su-šeng žen-min čeng-fu, 江苏省人民政府). Nejvyšší politické postavení v provincii má však tajemník ťiangsuského provinčního výboru Komunistické strany Číny, vládnoucí politické strany provincie i celého státu. K dalším předním představitelům Ťiang-su patří předseda provinčního lidového shromáždění (zastupitelského sboru) a předseda provinčního výboru Čínského lidového politického poradního shromáždění (ČLPPS).
V politickém systému Čínské lidové republiky, analogicky k centrální úrovni, má příslušný regionální výbor komunistické strany v čele s tajemníkem ve svých rukách celkové vedení, lidová vláda v čele guvernérem (u provincie) nebo starostou (u města) řídí administrativu regionu, lidové shromáždění plní funkce zastupitelského sboru a lidové politické poradní shromáždění má poradní a konzultativní funkci.

## Tajemníci ťiangsuského provinčního výboru Komunistické strany Číny (od 1952)
Ťiangsuské komunisty po roce 1954 vedl provinční výbor strany v čele s prvním tajemníkem. Po zřízení provinčního revolučního výboru v březnu 1968 jeho předseda stanul i v čele komunistů provincie. Od prosince 1970 opět fungoval provinční výbor strany v čele s prvním tajemníkem. Od roku 1983 v čele provinčního výboru KS Číny stojí tajemník s několika zástupci tajemníka.
Ve sloupci „Další funkce“ jsou uvedeny nejvýznamnější úřady zastávané současně s výkonem funkce tajemníka ťiangsuského výboru strany, případně předešlé a pozdější úřady na stejné nebo vyšší úrovni, zejména působení v politbyru a stálém výboru politbyra.
| Jméno (životní data)                  | Od            | Do            | Další funkce a poznámky |
| ------------------------------------- | ------------- | ------------- | --- |
| Kche Čching-š’ (柯庆施) (1902–1965)   | listopad 1952 | srpen 1954    | později člen politbyra ÚV KS Číny (1958–1965) |
| Ťiang Wej-čching (江渭清) (1910–2000) | srpen 1954    | 1967          | předseda ťiangsuského provinčního výboru ČLPPS (1955–1967), později první tajemník ťiangsijského provinčního výboru KS Číny (1974–1982), předseda ťiangsijského revolučního výboru (1974–1979)                                                                                           |
| Sü Š’-jou (许世友) (1906–1985)        | prosinec 1970 | prosinec 1973 | velitel nankingského vojenského okruhu (1954–1973), předseda ťiangsuského revolučního výboru (1968–1973), člen 9. až 11. politbyra ÚV KS Číny (1969–1982), velitel kantonského vojenského okruhu (1973–1980), místopředseda Ústřední poradní komise Komunistické strany Číny (1982–1985) |
| Pcheng Čchung (彭冲) (1915–2010)      | leden 1974    | únor 1977     | předseda ťiangsuského revolučního výboru (1974–1977), později člen politbyra ÚV KS Číny (1977–1982), první tajemník šanghajského městského výboru KS Číny (1979–1980) a starosta Šanghaje (1979–1980), tajemník ÚV KS Číny (1980–1982)                                                   |
| Sü Ťia-tchun (许家屯) (1916–2016)     | únor 1977     | duben 1983    | předseda ťiangsuského revolučního výboru (1977–1979), předseda ťiangsuského provinčního výboru ČLPPS (1977–1979), předseda ťiangsuského provinčního lidového shromáždění (1979–1983) |
| Chan Pchej-sin (韩培信) (1921–2017)   | duben 1983    | prosinec 1989 | později předseda ťiangsuského provinčního lidového shromáždění (1988–1993) |
| Šen Ta-žen (沈达人) (1928–2017)       | prosinec 1989 | září 1993     | předtím první tajemník ningsiaského oblastního výboru KS Číny (1986–1989), později předseda ťiangsuského provinčního lidového shromáždění (1993–1998) |
| Čchen Chuan-jou (陈焕友) (* 1934)     | září 1993     | leden 2000    | později předseda ťiangsuského provinčního lidového shromáždění (1998–2003) |
| Chuej Liang-jü (回良玉) (* 1944)      | leden 2000    | prosinec 2002 | chuejské národnosti, předtím guvernér An-chueje (1994–1998), tajemník anchuejského provinčního výboru KS Číny (1998–2000), později člen politbyra ÚV KS Číny (2002–2012) a místopředseda vlády ČLR (2003–2013)                                                                           |
| Li Jüan-čchao (李源潮) (* 1950)       | prosinec 2002 | říjen 2007    | předseda ťiangsuského provinčního lidového shromáždění (2003–2007), později člen politbyra ÚV KS Číny (2007–2017) a viceprezident ČLR (2013–2018) |
| Liang Pao-chua (梁保华) * (1945)      | říjen 2007    | prosinec 2010 | předseda ťiangsuského provinčního lidového shromáždění (2008–2011) |
| Luo Č’-ťün (罗志军) (* 1951)          | prosinec 2010 | červen 2016   | předseda ťiangsuského provinčního lidového shromáždění (2011–2017) |
| Li Čchiang (李强) (* 1959)            | červen 2016   | říjen 2017    | předtím guvernér Če-ťiangu (2012–2016), předseda ťiangsuského provinčního lidového shromáždění (2017–2018), později tajemník šanghajského městského výboru KS Číny (1917–2022), člen politbyra ÚV KS Číny (2017– ) a stálého výboru politbyra (2022– ), předseda vlády ČLR (2023– )      |
| Lou Čchin-ťien (娄勤俭) (* 1956)      | říjen 2017    | říjen 2021    | předtím guvernér Šen-si (2012–2016), tajemník šensijského provinčního výboru KS Číny (2016–2017), předseda ťiangsuského provinčního lidového shromáždění (2018–2022) |
| Wu Čeng-lung (吴政隆) (* 1964)        | říjen 2021    | prosinec 2022 | předseda ťiangsuského provinčního lidového shromáždění (2022–2023), státní poradce Státní rady (2023– ) |
| Sin Čchang-sing (信长星) (* 1963)     | leden 2023    | v úřadu       | předseda ťiangsuského provinčního lidového shromáždění (2023– ) |

## Guvernéři Ťiang-su (od 1952)
Od prosince 1979 v čele civilní administrativy provincie Ťiang-su stojí guvernér řídící lidovou vládu provincie. Předtím od roku 1952 do února 1955 provincii spravovala lidová vláda v čele s předsedou, poté lidový výbor v čele s guvernérem. Od března 1968 do prosince 1979 správu provincie vedl revoluční výbor Ťiang-su v čele s předsedou.
| Jméno (životní data)                | Od            | Do            | Další funkce a poznámky |
| ----------------------------------- | ------------- | ------------- | --- |
| Tchan Čen-lin (谭震林) (1902–1983)  | listopad 1952 | únor 1955     | předtím první tajemník čeťiangského provinčního výboru KS Číny (1949–1952), později politbyra ÚV KS Číny (1958–1967), tajemník ÚV KS Číny (1956–1967), místopředseda stálého výboru VSLZ (1975–1983), místopředseda Ústřední poradní komise Komunistické strany Číny (1982–1983)                       |
| Chuej Jü-jü (惠浴宇) (1909–1989)    | únor 1955     | 1967          | poprvé |
| Sü Š’-jou (许世友) (1906–1985)      | březen 1968   | prosinec 1973 | velitel nankingského vojenského okruhu (1954–1973), první tajemník ťiangsuského provinčního výboru KS Číny (1970–1973), člen 9. až 11. politbyra ÚV KS Číny (1969–1982), velitel kantonského vojenského okruhu (1973–1980), místopředseda Ústřední poradní komise Komunistické strany Číny (1982–1985) |
| Pcheng Čchung (彭冲) (1915–2010)    | leden 1974    | únor 1977     | první tajemník ťiangsuského provinčního výboru KS Číny (1974–1977), později člen politbyra ÚV KS Číny (1977–1982), první tajemník šanghajského městského výboru KS Číny (1979–1980) a starosta Šanghaje (1979–1980), tajemník ÚV KS Číny (1980–1982)                                                   |
| Sü Ťia-tchun (许家屯) (1916–2016)   | únor 1977     | prosinec 1979 | první tajemník ťiangsuského provinčního výboru KS Číny (1977–1983), předseda ťiangsuského provinčního výboru ČLPPS (1977–1979), později předseda ťiangsuského provinčního lidového shromáždění (1979–1983)                                                                                             |
| Chuej Jü-jü (惠浴宇) (1909–1989)    | prosinec 1979 | červenec 1982 | podruhé, předseda ťiangsuského provinčního výboru ČLPPS (1979–1980) |
| Chan Pchej-sin (韩培信) (1921–2017) | červenec 1982 | květen 1983   | později tajemník ťiangsuského provinčního výboru KS Číny (1983–1989), předseda ťiangsuského provinčního lidového shromáždění (1988–1993) |
| Ku Siou-lien (顾秀莲) (* 1936)      | květen 1983   | duben 1989    | žena, později ministryně chemického průmyslu (1989–1998), předsedkyně Všečínského svazu žen (2003–2008), místopředsedkyně stálého výboru VSLZ (2003–2008) |
| Čchen Chuan-jou (陈焕友) (* 1934)   | duben 1989    | září 1994     | později tajemník ťiangsuského provinčního výboru KS Číny (1993–2000), předseda ťiangsuského provinčního lidového shromáždění (1998–2003) |
| Čeng S’-lin (郑斯林) (1940–2022)    | září 1994     | září 1998     | později ministr práce a sociálního zabezpečení (2003–2005) |
| Ťi Jün-š’ (季允石) (* 1945)         | září 1998     | prosinec 2002 | později guvernér Che-peje (2002–2006) |
| Liang Pao-chua ( ) (* 1945)         | prosinec 2002 | leden 2008    | později tajemník ťiangsuského provinčního výboru KS Číny (2007–2010), předseda ťiangsuského provinčního lidového shromáždění (2008–2011) |
| Luo Č’-ťün (罗志军) (* 1951)        | leden 2008    | prosinec 2010 | později tajemník ťiangsuského provinčního výboru KS Číny (2010–2016), předseda ťiangsuského provinčního lidového shromáždění (2011–2017) |
| Li Süe-jung (李学勇) (* 1950)       | prosinec 2010 | prosinec 2015 | |
| Š’ Tchaj-feng (石泰峰) (* 1956)     | prosinec 2015 | květen 2017   | později první tajemník ningsiaského oblastního výboru KS Číny (2017–2019), první tajemník oblastního výboru KS Číny Vnitřního Mongolska (2019–2022), člen politbyra ÚV KS Číny (2022– ) a tajemník ÚV KS Číny (2022– ), místopředseda celostátního výboru ČLPPS (2023– )                               |
| Wu Čeng-lung (吴政隆) (* 1964)      | květen 2017   | říjen 2021    | později tajemník ťiangsuského provinčního výboru KS Číny (2021–2022), předseda ťiangsuského provinčního lidového shromáždění (2022–2023), státní poradce Státní rady (2023– ) |
| Sü Kchun-lin (许昆林) (* 1965)      | říjen 2021    | v úřadu       | |

## Předsedové ťiangsuského provinčního lidového shromáždění (od 1979)
Od roku 1993 je předsedou ťiangsuského provinčního lidového shromáždění (to jest provinčního zastupitelského sboru) zpravidla volen tajemník ťiangsuského provinčního výboru KS Číny.
| Jméno (životní data)                | Od            | Do            | Další funkce a poznámky |
| ----------------------------------- | ------------- | ------------- | --- |
| Sü Ťia-tchun (许家屯) (1916–2016)   | prosinec 1979 | duben 1983    | předtím předseda ťiangsuského provinčního výboru ČLPPS (1977–1979), první tajemník ťiangsuského provinčního výboru KS Číny (1977–1983), předseda ťiangsuského revolučního výboru (1977–1979)                                                                                  |
| Čchu Ťiang (储江) (1917–2011)       | duben 1983    | leden 1988    | |
| Chan Pchej-sin (韩培信) (1921–2017) | leden 1988    | leden 1993    | předtím tajemník ťiangsuského provinčního výboru KS Číny (1983–1989) |
| Šen Ta-žen (沈达人) (1928–2017)     | leden 1993    | leden 1998    | předtím první tajemník ningsiaského městského výboru KS Číny (1986–1989), tajemník ťiangsuského provinčního výboru KS Číny (1989–1993) |
| Čchen Chuan-jou (陈焕友) (* 1934)   | leden 1998    | leden 2003    | předtím tajemník ťiangsuského provinčního výboru KS Číny (1993–2000) |
| Li Jüan-čchao (李源潮) (* 1950)     | leden 2003    | listopad 2007 | tajemník ťiangsuského provinčního výboru KS Číny (2002–2007), později člen politbyra ÚV KS Číny (2007–2017) a viceprezident ČLR (2013–2018) |
| Wang Šou-tching (王寿亭) (* 1943)   | listopad 2007 | leden 2008    | úřadující |
| Liang Pao-chua (梁保华) (* 1945)    | leden 2008    | únor 2011     | tajemník ťiangsuského provinčního výboru KS Číny (2007–2010) |
| Luo Č’-ťün (罗志军) (* 1951)        | únor 2011     | únor 2017     | tajemník ťiangsuského provinčního výboru KS Číny (2010–2016) |
| Li Čchiang (李强) (* 1959)          | únor 2017     | leden 2018    | předtím guvernér Če-ťiangu (2012–2016), tajemník ťiangsuského provinčního výboru KS Číny (2016–2017), později tajemník šanghajského městského výboru KS Číny (1917–2022), člen politbyra ÚV KS Číny (2017– ) a stálého výboru politbyra (2022– ), předseda vlády ČLR (2023– ) |
| Lou Čchin-ťien (娄勤俭) (* 1956)    | leden 2018    | leden 2022    | předtím guvernér Šen-si (2012–2016), tajemník šensijského provinčního výboru KS Číny (2016–2017), tajemník ťiangsuského provinčního výboru KS Číny (2017–2021) |
| Wu Čeng-lung (吴政隆) (* 1964)      | leden 2022    | leden 2023    | tajemník ťiangsuského provinčního výboru KS Číny (2021–2022), státní poradce Státní rady (2023– ) |
| Sin Čchang-sing (信长星) (* 1963)   | leden 2023    | v úřadu       | tajemník ťiangsuského provinčního výboru KS Číny (2023– ) |

## Předsedové ťiangsuského provinčního výboru Čínského lidového politického poradního shromáždění (ČLPPS, od 1955)
| Jméno (životní data)                  | Od            | Do          | Další funkce a poznámky |
| ------------------------------------- | ------------- | ----------- | --- |
| Ťiang Wej-čching (江渭清) (1910–2000) | duben 1955    | 1967        | první tajemník ťiangsuského provinčního výboru KS Číny (1954–1967), později první tajemník ťiangsijského provinčního výboru KS Číny (1974–1982), předseda ťiangsijského revolučního výboru (1974–1979) |
| Sü Ťia-tchun (许家屯) (1916–2016)     | prosinec 1977 | srpen 1979  | první tajemník ťiangsuského provinčního výboru KS Číny (1977–1983), předseda ťiangsuského revolučního výboru (1977–1979), později předseda ťiangsuského provinčního lidového shromáždění (1979–1983)   |
| Chuej Jü-jü (惠浴宇) (1909–1989)      | srpen 1979    | leden 1980  | guvernér Ťiang-su (1955–1967 a 1979–1982) |
| Pao Chou-čchang (包厚昌) (1911–1992)  | leden 1980    | duben 1983  | |
| Čchien Čung-chan (钱钟韩) (1911–2002) | duben 1983    | duben 1989  | |
| Sun Chan (孙颔) (1929–2015)           | duben 1989    | únor 1998   | |
| Cchao Kche-ming (曹克明) (1934–2014)  | únor 1998     | březen 2003 | |
| Sü Čung-lin (许仲林) (* 1943)         | březen 2003   | leden 2008  | |
| Čang Lien-čen (张连珍) (* 1951)       | leden 2008    | únor 2017   | žena |
| Ťiang Ting-č’ (蒋定之) (* 1954)       | únor 2017     | leden 2018  | předtím guvernér Chaj-nanu (2011–2014) |
| Chuang Li-sin (黄莉新) (* 1962)       | leden 2018    | leden 2022  | žena, později předsedkyně čeťiangského provinčního výboru ČLPPS (2022– ) |
| Čang I-čen (张义珍) (* 1964)          | leden 2022    | v úřadu     | žena |